# Pippo (bispo de Toul)
Pippo (ou Pibo) foi o bispo de Toul entre 1070 e 1107. Ele era um saxão, relacionado à corte imperial através da sua família. Foi o chanceler de Henrique IV, Sacro Imperador Romano, em 1068.
Pippo foi acusado de simonia, uma acusação que levou o papa Gregório VII a investigar por intermédio de Udo, arcebispo de Trier, e de Hermann, bispo de Metz. Ele foi apoiado por Henrique IV e, no final de contas, manteve a sua posição.
Pippo compareceu ao Concílio de Worms em 1076 e assinou o documento onde renunciou à obediência a Roma. Também presente em Utrecht no final daquele ano, e fugiu à última da hora para evitar testemunhar a excomunhão do Papa Gregório VII pelo Bispo William de Utrecht. Esteve presente na assembleia de Tribur (outubro de 1076), onde se reconciliou com a igreja pelo legado, o bispo Altmann de Passau.
Após a morte de Gregório VII em 1085, Pippo foi em peregrinação à Terra Santa. Ele esteve ausente até 1087, quando se retirou para o mosteiro de São Benignus de Dijon.
Pippo viria a falecer no dia 25 de novembro de 1107.